# تافكي أناركي (قيلاب)
تافکي أنارکي (بالفارسية: تافکی‌انارکی) هي قرية تقع في قسم قيلاب الريفي، بمقاطعة أنديمشك التابعة لمحافظة خوزستان، إيران. يقدر عدد سكانها بـ 39 نسمة حسب الإحصاء السكاني الذي تمّ في عام 2006.